# Ravine Lamarque
La Ravine Lamarque est une petite ravine de l'île de La Réunion, département d'outre-mer français et région ultra-périphérique de l'Union européenne située dans le sud-ouest de l'océan Indien.
Elle s'écoule vers l'est sur le territoire de la commune de Saint-Benoît puis se jette dans un petit étang en contact direct avec la rivière des Roches.
La ravine est généralement à sec et ne coule qu’en période de fortes pluies. Elle prend sa source à environ 2 km en amont au milieu des champs de canne et est principalement alimentée par les eaux de ruissellement de ces derniers.